# Teigne des grains
Nemapogon granella
Espèce
La Teigne des grains (Nemapogon granella), appelée aussi Teigne du blé ou Teigne européenne des grains, est une espèce d'insectes lépidoptères (papillons) de la famille des Tineidae.
C'est un ravageur qui s'attaque aux grains entreposés (seigle, maïs, blé, orge ...) ou à d'autres aliments (champignons, fruits secs, amandes, etc.). Il consomme également l'ergot du seigle ou le liège des bouchons. C'est la chenille qui cause des dégâts.

## Description
L'insecte adulte est un papillon nocturne de 13 mm d'envergure environ. Les pontes ont lieu sur les grains ou les autres aliments, l'incubation est de l'ordre de une à deux semaines. Les chenilles produisent pour s'abriter des soies abondantes. Elles forment ainsi des conglomérats caractéristiques formés de toiles et d'excréments.

## Synonymes
Selon Catalogue of Life (9 septembre 2014) :
- Phalaena domesticella Scopoli, 1763,
- Phalaena fenestrella Scopoli, 1763,
- Tinea costotristrigella Chambers, 1873,
- Tinea fuscicomella Wörz, 1958,
- Tinea fuscomaculella Chambers, 1873,
- Tinea granella Linnaeus, 1758,
- Tinea mancuniella Hodgkinson, 1880,
- Tinea marmorella Chambers, 1875,
- Tinea nebulosella Geoffroy, 1785,
- Tinea nigroatomella Dietz, 1905,
- Tinea tesserella Fabricius, 1794.